# 駐日カタール大使館
駐日カタール大使館（アラビア語: سفارة قطر في اليابان、英語: Embassy of Qatar in Japan）は、カタールが日本の首都東京に設置している大使館である。在東京カタール大使館（アラビア語: سفارة قطر في طوكيو、英語: Embassy of Qatar in Tokyo）とも。
1971年、カタールが独立を宣言して日本が同国の独立を承認。1972年5月に両国間の外交関係が樹立された後、1973年に大使館が開設された。

## 所在地
| 日本語 | 〒106-0046 東京都港区元麻布二丁目3-28       |
| 英語   | Motoazabu 2-3-28, Minato-ku, Tokyo 106-0046 |

## 大使
2024年4月4日より、ジャベル・ジャララ・アルマッリが特命全権大使を務めている。

## ギャラリー

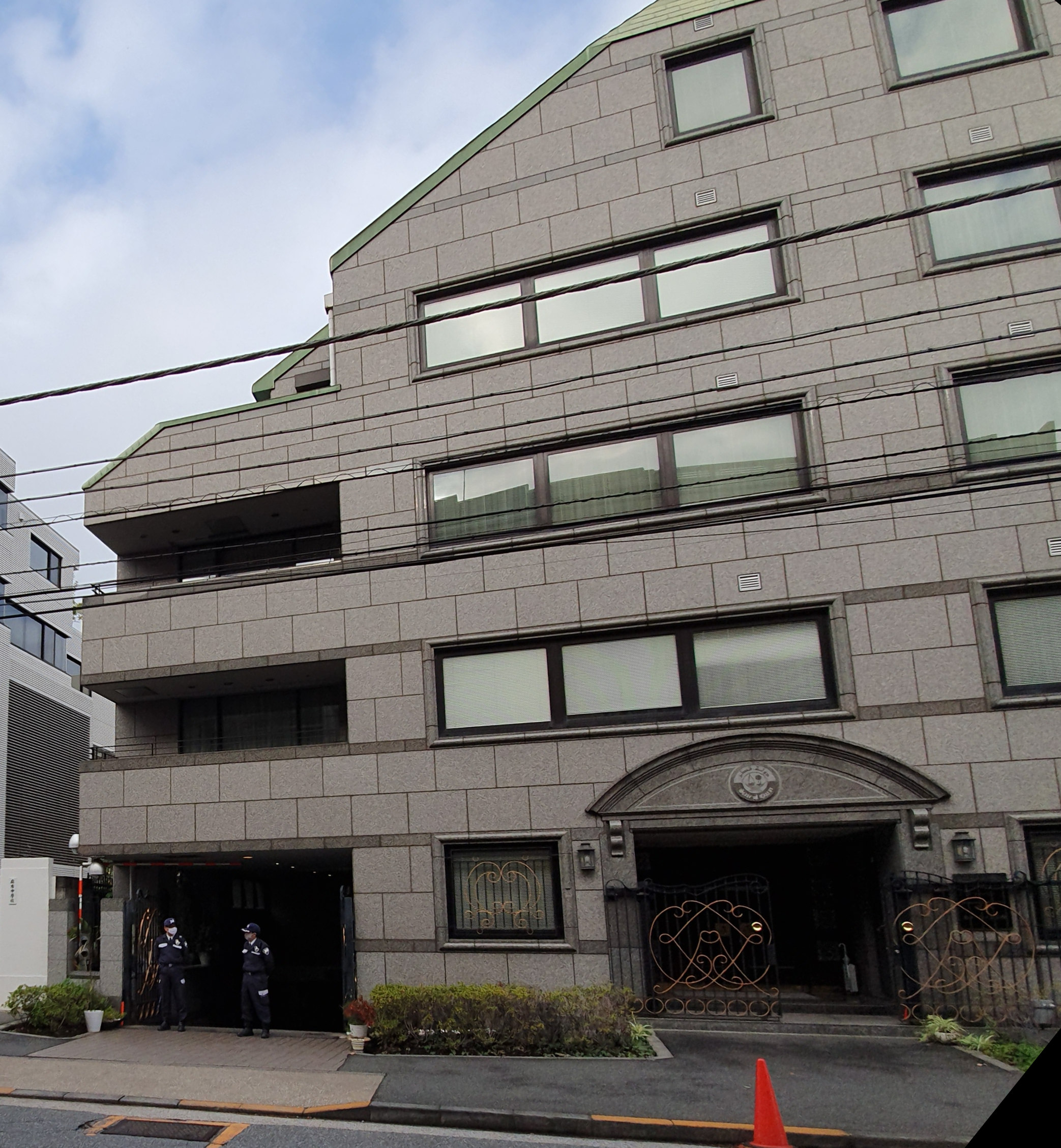
カタール大使館
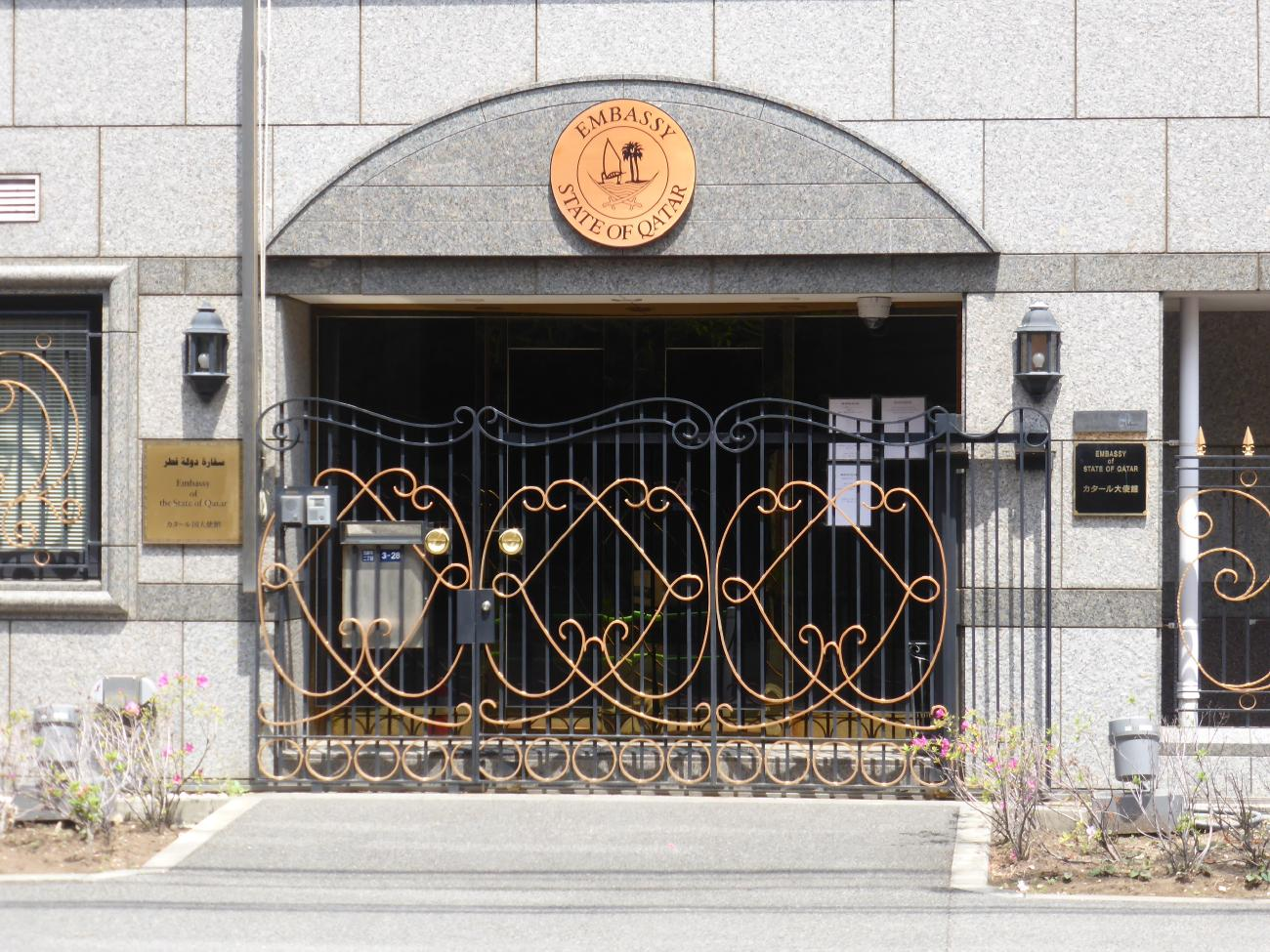
カタール大使館正門